# Талажанка (село)
Талажанка — село в Казачинском районе Красноярского края, административный центр Талажанского сельсовета.

## География
Находится в левобережной части района примерно в 34 километрах по прямой на юго-запад от районного центра посёлка Казачинское.

## Климат
Климат континентальный с умеренно суровой продолжительной, но малоснежной зимой и коротким жарким летом. Среднегодовая температура воздуха −1.9 °C, наиболее тёплым месяцем является июль, наиболее холодным месяцем — январь. Средняя температура января −18 °C, июля +20 °C. Абсолютный максимум температуры воздуха 37 °C, абсолютный минимум температуры воздуха −59 °C. Снежный покров устанавливается в начале ноября и сходит к концу марта, держится 185—190 дней. Высота снежного покрова колеблется от 40 до 70 см. Период с отрицательными температурами составляет 225—230 дней. Число дней с температурой воздуха выше +10 °C составляет 100—110.

## История
Село основано в 1909 году переселенцами. Первоначальное название Новокиевка, позже было переименовано по названию местной речки.
8 мая 2022 года село выгорело практически полностью.

## Население
Постоянное население составляло 324 человека в 2002 году (82 % русские), 287 — в 2010.